# 刺瓜
刺瓜（学名：Cynanchum corymbosum）为夹竹桃科鹅绒藤属的植物。分布于印度、马来西亚、缅甸、柬埔寨、越南、老挝以及中国大陆的广东、福建、云南、四川、广西等地，生长于海拔100米至2,100米的地区，多生长于河边灌木丛中、山地溪边或疏林潮湿处，目前尚未由人工引种栽培。

## 别名
小刺瓜